# Megachile angelarum
Megachile angelarum (лат.) — вид пчёл рода Мегахилы из семейства Megachilidae. Северная Америка: Канада, США.

## Описание
Мелкие пчёлы, длина самок 10—11 мм, самцов 8—9 мм.
Самка отличается по её субпараллельной метасоме (вид сверху), мандибулам без режущих краёв, краю клипеуса, который медиально выемчатый и латерально зубчатый, белой апикальной полосе щетинок тергита T5, которая по ширине и внешнему виду похожа на апикальные полоски щетинок T1-4, темени с мелкой, густой пунктировкой (примерно 8-10 точек между боковыми простыми глазками и задним краем темени) и гладкому, блестящему, непунктированному затылочному шву. Самка M. angelarum наиболее похожа на M. campanulae, у которой на T5 имеется неполная белая вершинная полоска щетинок, которая тоньше и менее перистая, чем у T1-4, и крупная, редкая пунктировка на темени (около 4-6 точек между боковыми глазками и задним краем темени). Самца M. angelarum можно отличить по его втянутому стерниту S4 и густой пунктировке на темени (около 9 точек между боковыми глазками и задним краем темени). Самцы M. angelarum наиболее похожи на M. campanulae, у которых крупная, редкая пунктировка на темени (около 4 точек между боковыми глазками и задним краем темени).
Пчёлы M. angelarum используют растительные смолы, а не листья, для строительства ячеек гнезда в существующих полостях и, следовательно, не являются настоящими пчёлами-листорезами как другие мегахилы.
Среди гнездовых паразитов M. angelarum отмечены пчела Stelis louisae (Stelis) и оса Sapyga fulvicornis (Sapyga).

## Таксономия
Вид был впервые описан в 1902 году американским энтомологом Теодором Коккереллем. Входит в состав подрода Chelostomoides.